# Alejandro Sojo
Alejandro Sojo es un músico venezolano, exvocalista de la banda de rock venezolana Los Colores.
La banda Los Colores se formó en Caracas en 2011 empezó a recibir reconocimiento después de participar en el Festival Nuevas Bandas en 2012, un evento cuyo objetivo es dar exposición y apoyo a los músicos emergentes del país. En 2013 abrieron el concierto de La Vida Boheme con las canciones de su álbum debut, Clásico, y continuaron creciendo más hasta su separación.
En abril de 2021 se realizaron múltiples denuncias en su contra de haber acosado y mantenido relaciones sexuales con menores de edad. Sojo publicó un comunicado en redes sociales reconociendo los señalamientos. El 28 de abril el Ministerio Público de Venezuela anunció que abriría una investigación contra Alejandro por las denuncias de abuso sexual, junto con el poeta Willy Mckey y el músico Tony Maestracci.
El 25 de mayo el Ministerio Público venezolano emitió una orden de captura tanto contra Alejandro Sojo como contra Maestracci.